# Manuel Villegas Piñateli
Manuel Villegas Piñateli (Galicia, 1664 - 15 de octubre de 1752) fue académico de la Real Academia Española desde 1714.
Fue secretario de la Capitanía General de Galicia, de Carlos II y de  Felipe V .
Considerado como "autoridad lingüística" en la primera edición del Diccionario de Autoridades. En 1736 publicó la obra sobre Rusia, titulada Historia de Moscovia y vida de sus zares, con una descripción de todo el imperio, su gobierno, religión, costumbres y genio de sus naturales . Madrid, Imprenta del convento de la Merced), 2 vols (1736).
El libro trata los viajes del padre jesuita Antonio Possevino (Ferrara, 1534 - 26 de febrero de 1611). Possevino fue el primer jesuita en visitar Moscú como legado papal alrededor de 1580 , y fue vicario general de Suecia, Dinamarca y las islas del norte, Moscovia, Livonia, Rusia, Hungría, Pomerania y Sajonia desde 1578.
Se encuentra enterrado en la Capilla del Cristo de Burgos de la Iglesia de San Nicolás (Madrid).